# 17 avril 1901
Le mercredi 17 avril 1901 est le 107e jour de l'année 1901.

## Naissances
- Berend Carp (mort le 22 juillet 1966), skipper néerlandais
- Domingo Soler (mort le 13 juin 1961), acteur mexicain
- Henri Joannon (mort le 10 mars 1985), personnalité politique française
- Jean de Montgascon (mort le 27 décembre 1988), personnalité politique française
- Karl Beurlen (mort le 27 décembre 1985), géologue et paléontologue allemand
- Maurice Thiolas (mort le 14 mars 1964), personnalité politique française
- Noël Mala (mort le 31 juillet 1964), évêque catholique congolais
- Raúl Prebisch (mort le 29 avril 1986), économiste argentin

## Décès
- Eugene von Guérard (né le 17 novembre 1811), artiste autrichien